# ميسيبسا
مسيبسن، أو ماسيبسا أو مكيبسا أو ملك نوميديا، توفي سنة 118ق.م، وهو عم الملك يوغرطة، وابن الملك ماسينيسا دامت مدة حكمه ما يقارب الثلاثين سنة.

## حياته
توفي سنة 118 ق.م، وقد تابع خلال السنوات الثلاثين التي حكم فيها سياسة والده وجمل العاصمة سيرتا وشجع الآداب والفنون وصك نقودا نقش عليها صورة أبيه ونظم دخل الخزينة من الضرائب وشجع انتشار الثقافات في جميع أرجاء مملكته التي امتدت من بلاد تونس الجنوبية حتى نهر ملوية بالمغرب.
ازدهرت في عهده مدن كثيرة مثل فاغا ، باجا ، بولاريجينا (سوق الأربعاء) ازدهارا واسعا خاصة في التجارة والصناعة، وأنشئت خلالها المدارس في المدن وتابع الطلاب المتفوقون دراساتهم في مدارس سيرتا العالية.
ربط علاقات ودية متينة من روما، إلى حد يمكن تفسير بعض إجراءته بالتبعية لها، لذا فإن الرومان اسكنوا جاليات رومانية بمملكة نوميديا ورغم مساندته لهم في عدة أمور مثل حملاتهم التوسعية في إسبانيا، بإرسال جيش بقيادة يوغرطة سنة 134 ق.م للمساهمة في حرب نومنصة بإسبانيا، كما منح تسهيلات تجارية كبيرة للرومان، الشئ الذي استغله هؤلاء لتنمية مصالحهم الاقتصادية بمملكة نوميديا وغرس جالية رومانية ستكون ورقة سياسية خطيرة بيد روما، فقد دبروا لأنفسهم أمر خلافته بتقسيم المملكة بين ولديه وابن أخيه مستنبعل لإضعاف قوة نوميديا مرة أخرى رغبة في خلق خصومات بينهم تعطي الرومان حق التحكيم والتدخل.

## وفاته
وفي سنة 118 ق.م توفي الملك ميسيبسا مخلفاً ولدين عزربعل وحفصبعل وابن أخيه يوڭارثن الذي تبناه.